# Conseil des ministres restreint (Belgique)
Pour les articles homonymes, voir Kern.

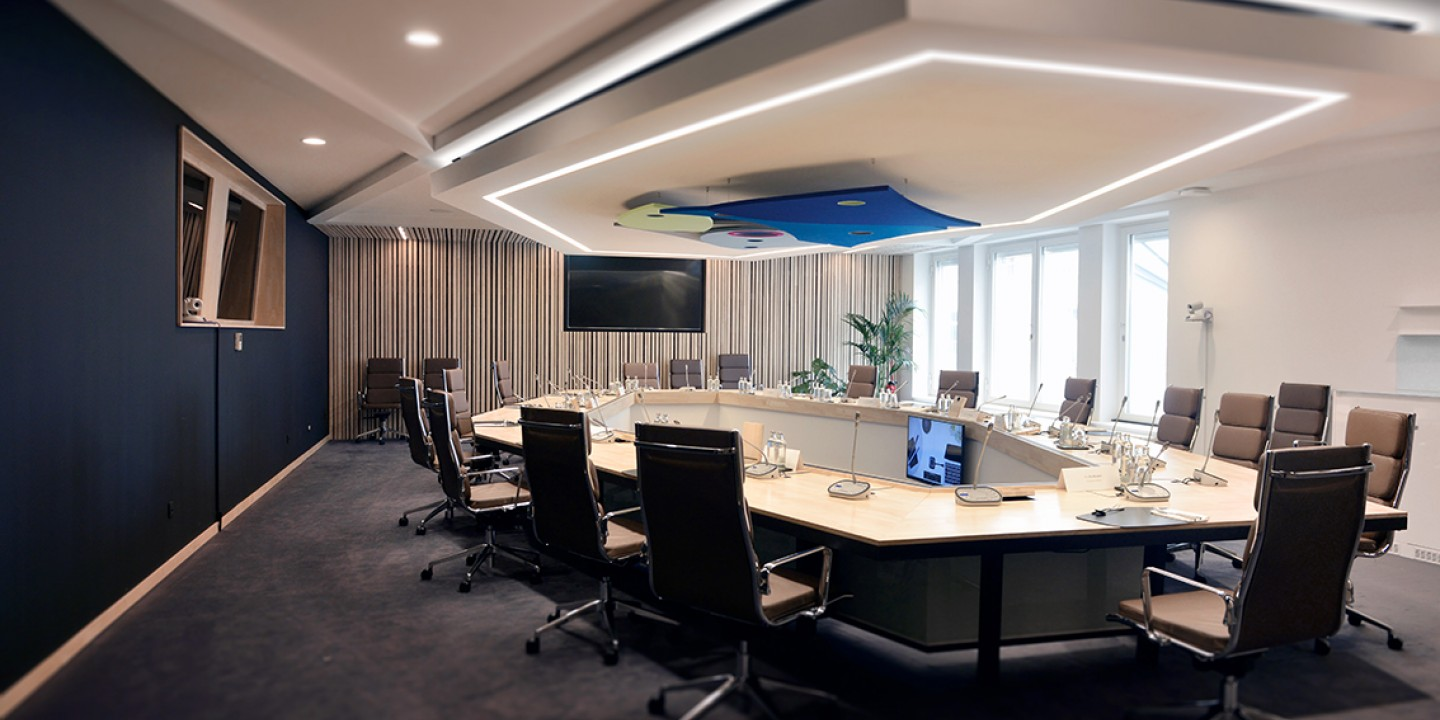
La salle du Conseil des ministres, dite salle Marie Popelin au 16, rue de la Loi.

Le Conseil des ministres restreint ou Kern (du néerlandais: Kernkabinet) est le conseil ministériel informel et sans statut ni cadre légal belge qui réunit autour du Premier ministre tous les vice-Premiers ministres du gouvernement. Le comité peut être étendu à d'autres ministres ou secrétaires d'État en fonction des affaires à traiter.

## Composition
Le Kern se compose du Premier ministre belge et de ses vice-Premiers ministres. Il y a autant de vice-Premiers ministres que de partis au sein de la coalition gouvernementale, un par parti (y compris celui du Premier ministre qui est considéré 'neutre'). La parité linguistique (francophone-néerlandophone) est le plus souvent de mise, mais si la coalition regroupe plus de partis d'une des deux communautés, il n'y a de facto plus de parité. Ce fut le cas lors des gouvernements  Leterme I,  Leterme II, et  Van Rompuy, réunissant plus de partis francophones (3: MR, PS, CdH) que de partis flamands (2: CD&V, Open VLD).
À noter qu'il n'y a pas de lien entre les ministères qu'occupent les vice-Premiers ministres et leur présence dans le Kern.

## Conseils
Kern du gouvernement De Wever :
- Bart De Wever, N-VA : Premier ministre ;

- David Clarinval, MR : Vice-Premier ministre, Ministre de l'Emploi, de l'Économie et de l'Agriculture ;

- Jan Jambon, N-VA: Vice-Premier ministre, Ministre des Finances et des Pensions, chargé de la Loterie nationale et des Institutions culturelles fédérales;

- Maxime Prévot, LE : Vice-Premier ministre, Ministre des Affaires étrangères, des Affaires européennes et de la Coopération au développement ;

- Vincent Van Peteghem, CD&V : Vice-Premier ministre, Ministre du Budget, chargé de la Simplification administrative ;

- Frank Vandenbroucke, Vooruit : Vice-Premier ministre, Ministre des Affaires sociales et de la Santé publique ;